# Hydriomena bivirgata
Hydriomena bivirgata är en fjärilsart som beskrevs av Edward Alfred Cockayne 1953. Hydriomena bivirgata ingår i släktet Hydriomena och familjen mätare. Inga underarter finns listade i Catalogue of Life.